# Barbus prespensis
Barbus prespensis е вид лъчеперка от семейство Шаранови (Cyprinidae). Видът не е застрашен от изчезване.

## Разпространение и местообитание
Разпространен е в Албания, Гърция и Северна Македония.
Обитава сладководни басейни и реки.

## Описание
На дължина достигат до 30 cm.
Популацията на вида е стабилна.